# Dagupan
Dagupan is een stad in de Filipijnse provincie Pangasinan. Bij de laatste census in 2007 had de stad bijna 150 duizend inwoners.
Dagupan wordt wel de Bangus (Melkvis) hoofdstad van de Filipijnen genoemd, vanwege de overvloedige aanwezigheid van deze vissoort.

## Geografie

### Bestuurlijke indeling
Dagupan is onderverdeeld in de volgende 31 barangays:
| - Bacayao Norte - Bacayao Sur - Barangay I - Barangay II - Barangay IV - Bolosan - Bonuan Binloc - Bonuan Boquig - Bonuan Gueset - Calmay - Carael | - Caranglaan - Herrero - Lasip Chico - Lasip Grande - Lomboy - Lucao - Malued - Mamalingling - Mangin - Mayombo | - Pantal - Poblacion Oeste - Pogo Chico - Pogo Grande - Pugaro Suit - Salapingao - Salisay - Tambac - Tapuac - Tebeng |

## Demografie
Dagupan had bij de census van 2007 een inwoneraantal van 149.554 mensen. Dit zijn 19.226 mensen (14,8%) meer dan bij de vorige census van 2000. De gemiddelde jaarlijkse groei komt daarmee uit op 1,92%, hetgeen lager is dan het landelijk jaarlijks gemiddelde over deze periode (2,04%).

De bevolkingsdichtheid van Dagupan was ten tijde van de laatste census, met 149.554 inwoners op 37,2 km², 4020,3 mensen per km².

## Geboren in Dagupan
- Teofilo Sison (29 februari 1880), jurist, politicus en minister (overleden 1975);
- Victorio Edades (13 december 1895), kunstschilder (overleden 1985);
- Perla Santos-Ocampo (25 juli 1931), kinderarts en wetenschapper (overleden 2012);
- Salvador Bernal (7 januari 1945), decorontwerper en nationaal kunstenaar (overleden 2011).

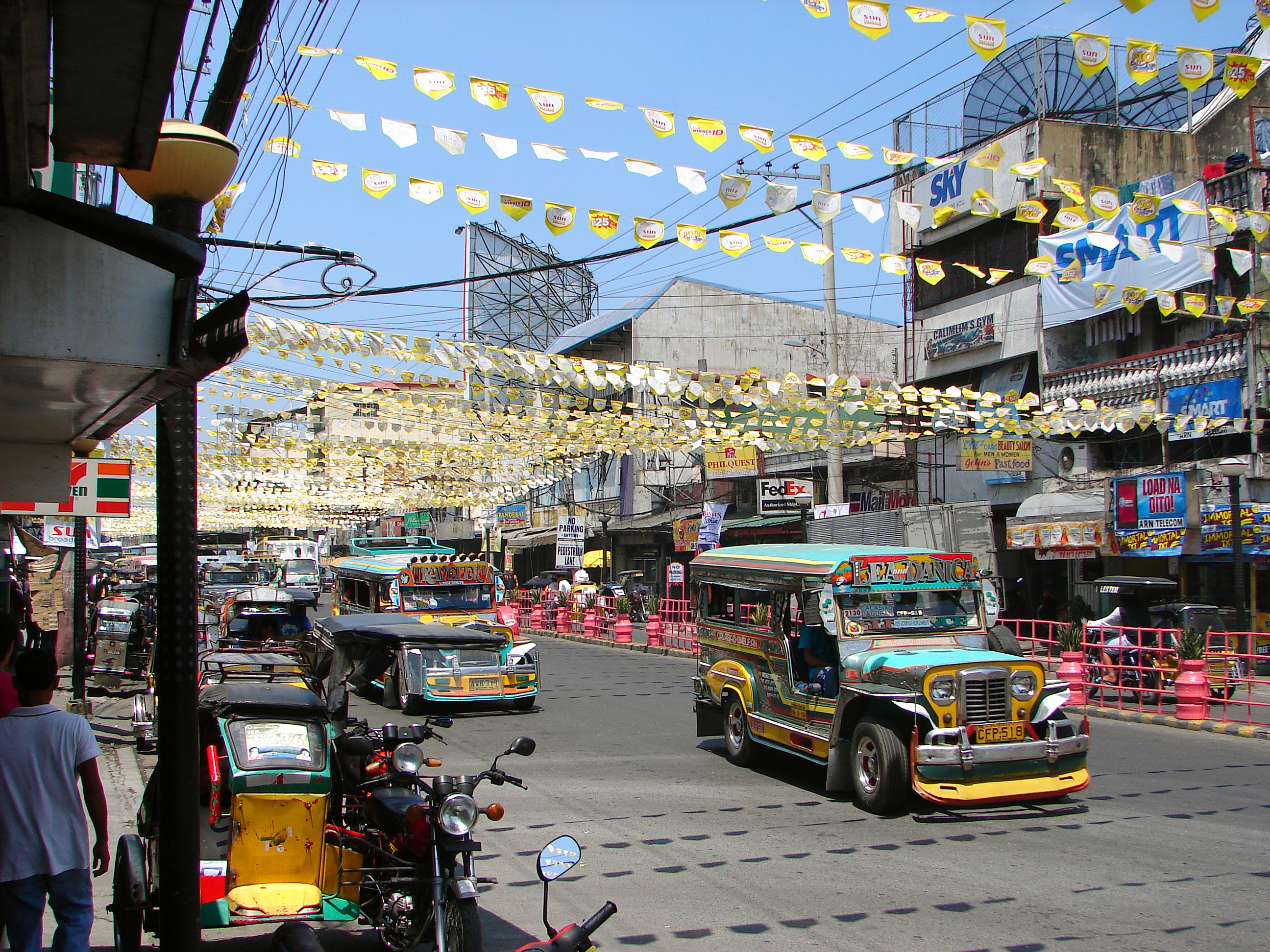
Perez Boulevard

Agno · Aguilar · Alaminos · Alcala · Anda · Asingan · Balungao · Bani · Basista · Bautista · Bayambang · Binalonan · Binmaley · Bolinao · Bugallon · Burgos · Calasiao · Dagupan · Dasol · Infanta · Labrador · Laoac · Lingayen · Mabini · Malasiqui · Manaoag · Mangaldan · Mangatarem · Mapandan · Natividad · Pozorrubio · Rosales · San Carlos · San Fabian · San Jacinto · San Manuel · San Nicolas · San Quintin · Santa Barbara · Santa Maria · Santo Tomas · Sison · Sual · Tayug · Umingan · Urbiztondo · Urdaneta · Villasis